# Japons
Japons là một thị trấn thuộc Horn trong bang Niederösterreich, ở nước Áo. Đô thị này có diện tích 29,37 km², dân số năm 2001 là 798 người.